# 珀爾瓦

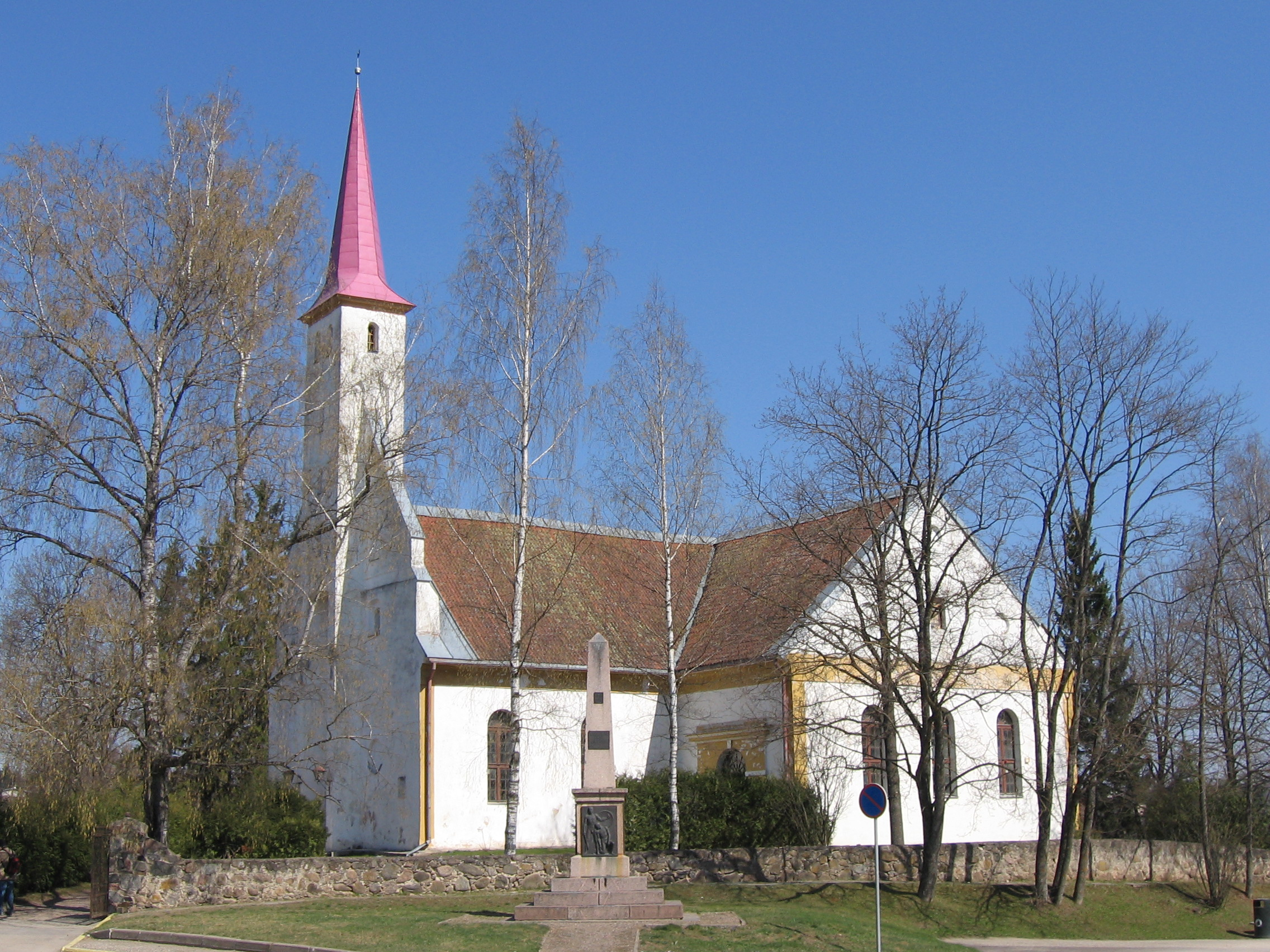
珀尔瓦教堂

珀爾瓦是愛沙尼亞珀爾瓦縣珀爾瓦市鎮内的非独立市及其行政中心，也是珀爾瓦縣的首府，位於該國東南部，距離沃魯25公里，毗鄰與俄羅斯接壤的邊境，面積5.5平方公里，2009年人口6,314。